# De Joodse Invalide

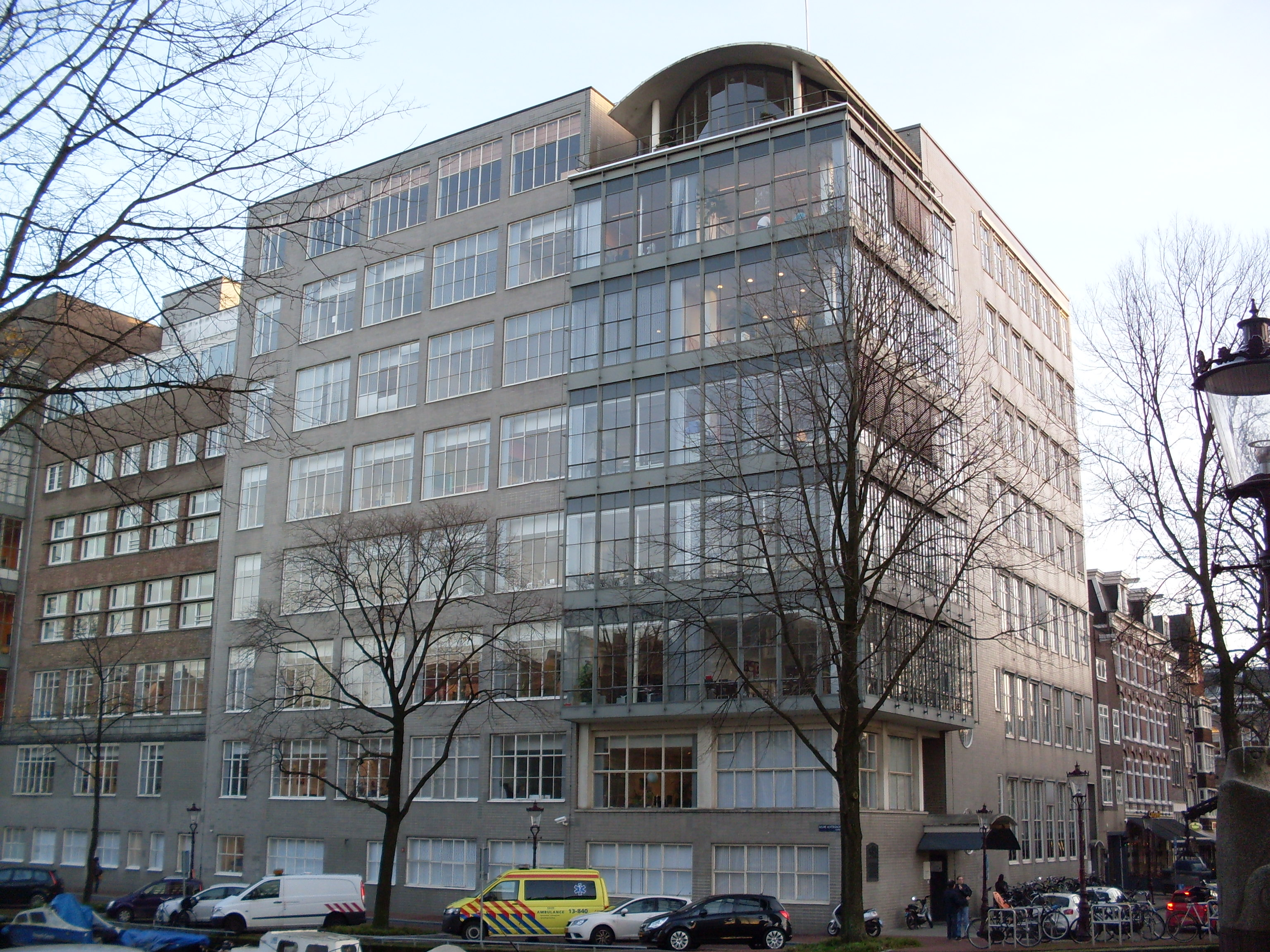
Het gedeelte ontworpen door Elte (links) en het gedeelte ontworpen door Staal (rechts) naast elkaar, Nieuwe Achtergracht hoek Weesperplein

De Joodse Invalide (ook De Joodsche Invalide) was een Nederlandse instelling voor verpleging van Joodse bejaarden en gehandicapten in Amsterdam. De vereniging werd in 1911 opgericht en beschikte vanaf 1912 over een eigen pand. Nieuwbouw aan het Weesperplein werd in 1937 in gebruik genomen. Dit pand wordt sinds 1979 gebruikt door de gemeentelijke gezondheidsdienst GG&GD en heeft sinds 2002 status als rijksmonument.

## Geschiedenis

### Ontstaan
Tot het begin van de 20e eeuw werden Joodse bejaarden en invaliden die verpleging nodig hadden ondergebracht in het Stedelijk Armenhuis van Amsterdam. Nadat rabbijn Meijer de Hond de brochure 'Een Joods hart klopt aan uw deur' had geschreven, werd op 1 februari 1911 de vereniging 'De Joodsche Invalide' opgericht, bedoeld om de Joodse verpleegden in het Stedelijk Armenhuis op te vangen. Het ledental van de vereniging groeide snel en op 10 december 1912 werd een gebouw aan de Nieuwe Keizersgracht 70 geopend. In 1919 werd het pand op nummer 31 aangekocht. Hier werd een dependance ingericht.
Het aantal bewoners nam snel toe en door middel van onder andere loterijen werd geld ingezameld voor een nieuw pand dat aan de Nieuwe Achtergracht 98 werd gebouwd naar een ontwerp van Harry Elte. In 1924 werd de eerste steen gelegd door wethouder Monne de Miranda. Het gebouw werd op 14 december 1925 in gebruik genomen.

### Het Glazen Paleis

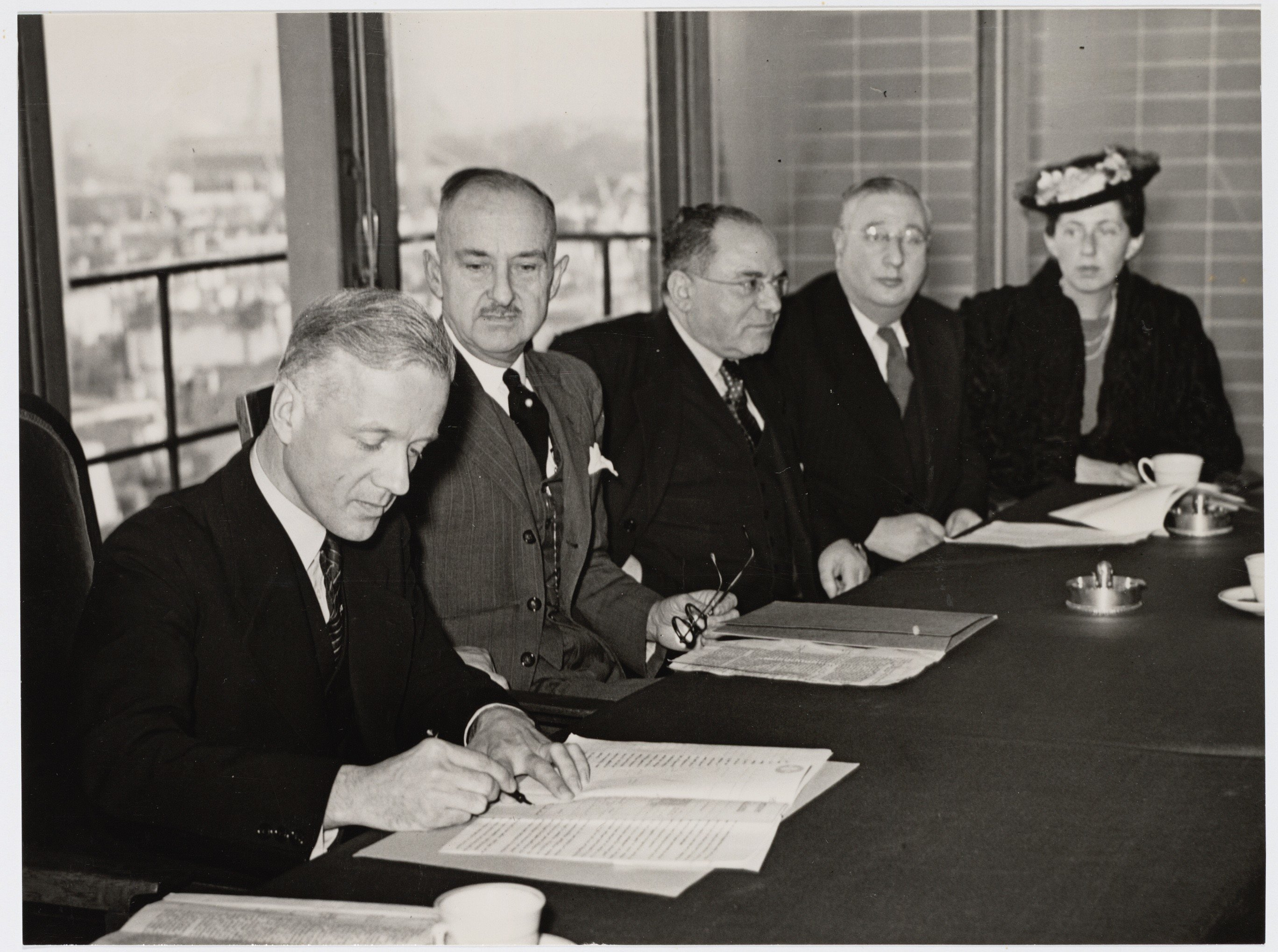
Burgemeester D'Ailly tekent de overdracht van De Joodse Invalide aan de Gemeente Amsterdam (1947). Derde van links waarnemend bestuursvoorzitter Arnold van den Bergh.

Ook dit pand werd weldra te klein, en in 1936 werd de eerste steen gelegd voor een grote uitbreiding aan de Nieuwe Achtergracht 100 en het Weesperplein. Gebouw Concordia werd gesloopt om plaats te maken voor deze uitbreiding. Het nieuwe gebouw werd ontworpen door Jan Frederik Staal en is een voorbeeld van nieuwe zakelijkheid. Het nieuwe gebouw werd op 19 september 1937 ingewijd, en werd in de volksmond Het Glazen Paleis genoemd.

### Deportatie
Het was in gebruik tot 1 maart 1943, toen 256 personen (verpleegden en personeel) werden gedeporteerd. Slechts enkele personen wisten te ontsnappen. Een groot deel van de gedeporteerden werd op 13 maart 1943 in Sobibor vermoord. Het leegstaande gebouw werd door de gemeente Amsterdam in gebruik genomen als ziekenhuis.

### Na de oorlog
Op 3 juni 1945 werd het gebouw aan het Weesperplein overgedragen aan een vertegenwoordiger van het oude bestuur. De gedecimeerde Joodse gemeenschap kon de kosten van het pand echter niet langer opbrengen en droeg het op 9 december 1947 over aan de gemeente Amsterdam. De gemeente verbouwde het pand, en nam het in gebruik onder de naam Weesperpleinziekenhuis. De Joodse Invalide werd in 1951 naar Henri Polaklaan 6-10 verplaatst, en in 1959 werd op Henri Polaklaan 24 een dependance ingericht. Het Weesperpleinziekenhuis werd door de gemeente Amsterdam in 1979 gebruik genomen voor de gemeentelijke gezondheidsdienst GG&GD. Joodse bejaarden werden ondergebracht in het Joods bejaardentehuis Beth Sjalom.

## Herdenking

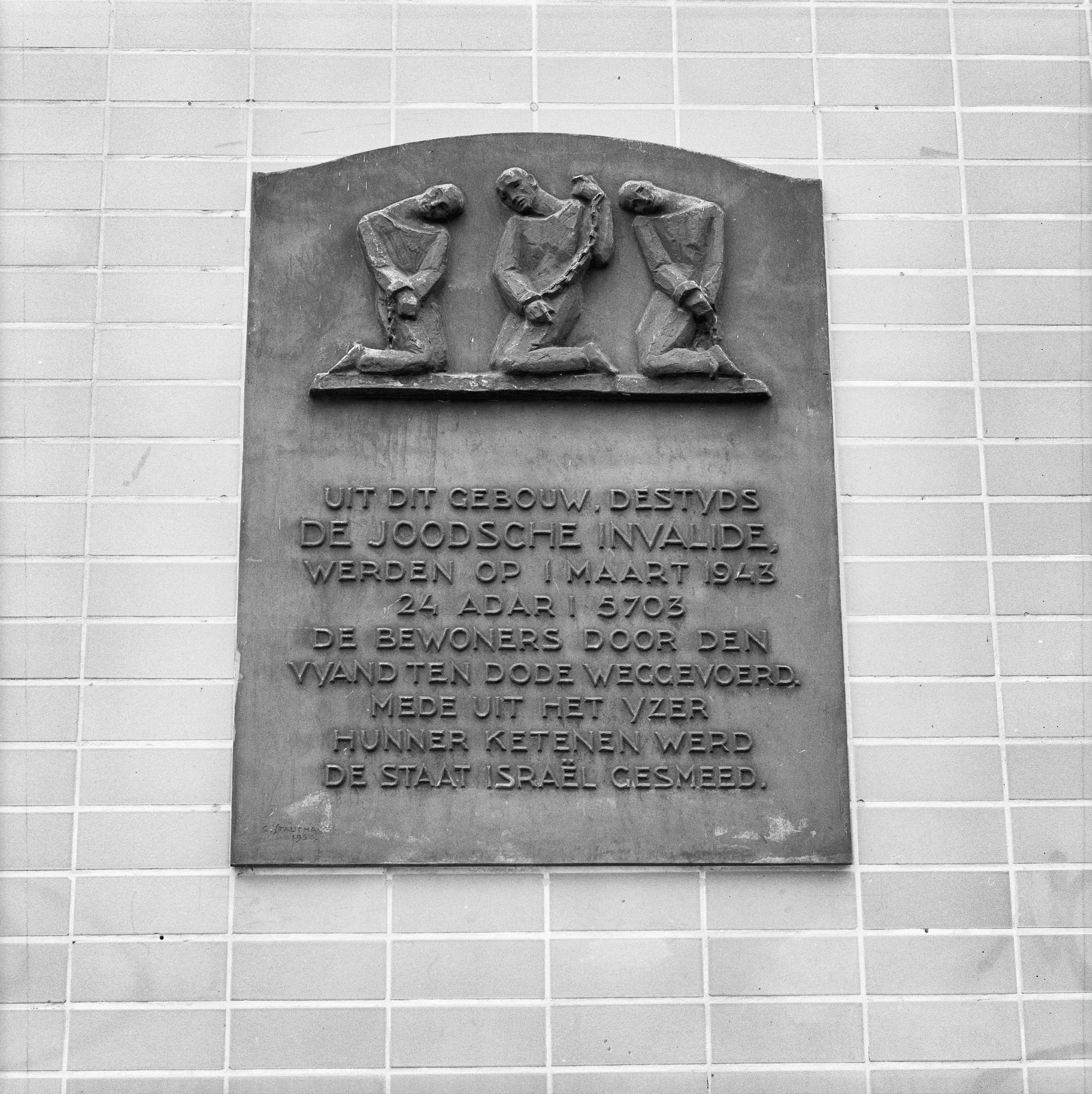
Plaquette in de gevel van Weesperplein 3

Ter herinnering aan de deportatie van de bewoners is in 1950 in de gevel van Weesperplein 3 een plaquette aangebracht, gemaakt door Cephas Stauthamer. De plaquette toont drie knielende mannen, met daaronder de tekst
UIT DIT GEBOUW, DESTYDS
DE JOODSCHE INVALIDE,
WERDEN OP 1 MAART 1943
24 ADAR I 5703
DE BEWONERS DOOR DEN
VIJAND TEN DODE WEGGEVOERD.
MEDE UIT HET IJZER
HUNNER KETENEN WERD
DE STAAT ISRAËL GESMEED